# スーパーアーマー
スーパーアーマー（super armor）とは、コンピュータゲーム用語の一つ。特定のキャラクターが、他のキャラクターからの攻撃等のアクション、またはオブジェクトの特性などに影響を受けない状態を指す。実際の鎧（armor）とは関係がない。
「アーマー」「ハイパーアーマー」などと呼ばれることもあり、いずれも基本的には「スーパーアーマー」と同意義だが、意図的に言い分けてある場合はそれぞれ別の特性を持つことがある。

## 概要
コンピュータゲームにおいてプレイヤーもしくはコンピュータの操作するキャラが、他のキャラクターから攻撃や接触などを受けても「よろめく」「仰け反る」などの状態にならないことをこう呼ぶ。本項ではこの状態を暫定的に「アーマー状態」と呼ぶ。
一般的に「無敵」と呼ばれる状態と異なるのは、相手の攻撃を完全に無視できる「無敵」に対し、アーマー状態は仰け反りこそ無視できるが、基本的に相手の攻撃そのものを無視することはできない。言い換えると、仰け反らないだけで相手の攻撃はしっかり命中するため、アーマーを無視する効果を持つ攻撃に対しては仰け反りを回避することができなかったり、一見攻撃を受けていないように見えてもダメージは蓄積されていたりすることがあるなど、「無敵」と比べて欠陥や弱点も存在する。
名称の語源は、カプコンの格闘ゲーム『X-MEN Children of The Atom』のプレイヤーキャラクターの一人・コロッサスが使用する特殊能力（Xパワー）「スーパーアーマー」。
自身の特性や特技によってアーマー状態になれるキャラクターを「アーマー持ち」と呼ぶことがある。
アクションゲームなどでは「強力な敵」「倒せない敵」としてこの特性を持ったキャラクターが配置されることが度々ある。

## 狭義でのスーパーアーマー
対戦型格闘ゲームにおいて、敵の攻撃による仰け反りを規定回数まで無視して行動することができる状態。ただし、仰け反りを回避することはできるが、その攻撃によるダメージは無視できないことが多い。
「スーパーアーマー」が全キャラクター共通のシステムではなく、特定のキャラクターの固有技能として実装されている作品では、体格に優れたキャラクターや巨体を誇るキャラクターが使用できる場合が多い。

## 分類
以下はアーマーに対する各呼称を狭義的に分類したもの。
アーマースーパーアーマーの下位版。
- 敵からの攻撃を一度だけ無視して行動できる。（「ハンマーフォール」使用中のポチョムキンなど）

スーパーアーマー敵からの攻撃を複数回、または特定の行動中に限り無視して行動できる。
- （機動戦士ガンダム vs.シリーズのジ・Oやバウンド・ドックなどや、モンスターハンターシリーズにおけるハンマーの三段階溜め攻撃など）

ハイパーアーマースーパーアーマーの上位版、または常時スーパーアーマー状態になる特性のこと。名称が最初に使用されたのは『マーヴル・スーパーヒーローズ VS. ストリートファイター』に登場するメカザンギエフで、攻撃をガードすることが一切できない代わりにどんな攻撃を受けてもダウンさせられることも仰け反ることもないことから、「スーパーアーマーをさらに強化したようなハイパーアーマーとでも言うべき能力」と呼ばれている。
- 敵からの攻撃を一定時間無視して行動できる（機動戦士ガンダム vs.シリーズにおける仰け反り無効の「覚醒」など）。
- アーマー状態中に受けたダメージが時間経過で回復する（ストリートファイターIVシリーズの「セービングアタック」など）。